# Vasilij Nikitič Tatiščev
Vasilij Nikitič Tatiščev (rusky Васи́лий Ники́тич Тати́щев; 29. dubna 1686 – 26. července 1750) byl významný ruský státník, historik, filozof a etnograf. Proslavil se jako autor prvních úplných dějin Ruska Historie ruská od nejstarších časů (Istorija Rossijskaja s samych drevnějšich vremen), na kterých pracoval třicet let a dovedl je do roku 1558; práce byla dokončena po jeho smrti dalšími historiky. Tatiščev také založil tři ruská města: Stavropol na Volze (nyní Toljatti), Jekatěrinburg a Perm.
Tatiščev byl představitelem takzvané „učené družiny“ a patřil k hlavním ideologům, kteří teoreticky zdůvodňovali Petrovy reformy. Tatiščev se jako jeden z prvních v Rusku pokoušel o klasifikaci věd. Dělil vědy podle jejich společenské funkce na:
- „potřebné“
  1. „mluva“ čili slovo
  2. ekonomie
  3. lékařství
  4. logika
  5. nauka o zákonech
  6. teologie
- „užitečné“
  1. gramatika
  2. rétorika
  3. aritmetika
  4. geometrie
  5. mechanika
  6. architektura
  7. fyzika
  8. chemie
  9. anatomie
  10. botanika
  11. astronomie
  12. geografie
  13. optika
  14. historie
  15. chronografie
  16. studium cizích jazyků
- „elegantní“ neboli krásné
  1. poezie
  2. malířství
  3. hudba
  4. akrobacie na koni
- „zajímavé“ nebo neužitečné
  1. alchymie
  2. astrologie
  3. chiromantika
  4. fyziognomika
- „škodlivé“
  1. aeromatika
  2. pyromatika
  3. nekromatika
  4. hydromatika
  5. geomatika

Taková klasifikace věd přes veškerou svou omezenost měla určitý pozitivní význam pro rozširžování vědeckých poznatků a boje proti pověrám a pseudovědám.